# Georgsdorf
Georgsdorf is een gemeente in het landkreis Grafschaft Bentheim in Nedersaksen. De gemeente telt 1.205 inwoners. De plaats ligt ten noorden van Nordhorn aan het Zuid-Noordkanaal en het Coevorden-Piccardiekanaal en is genoemd naar George V van Hannover, die het dorp een kerk schonk. De gemeente maakt deel uit van de Samtgemeinde Neuenhaus, die haar bestuurszetel in de stad Neuenhaus heeft.

## Foto's

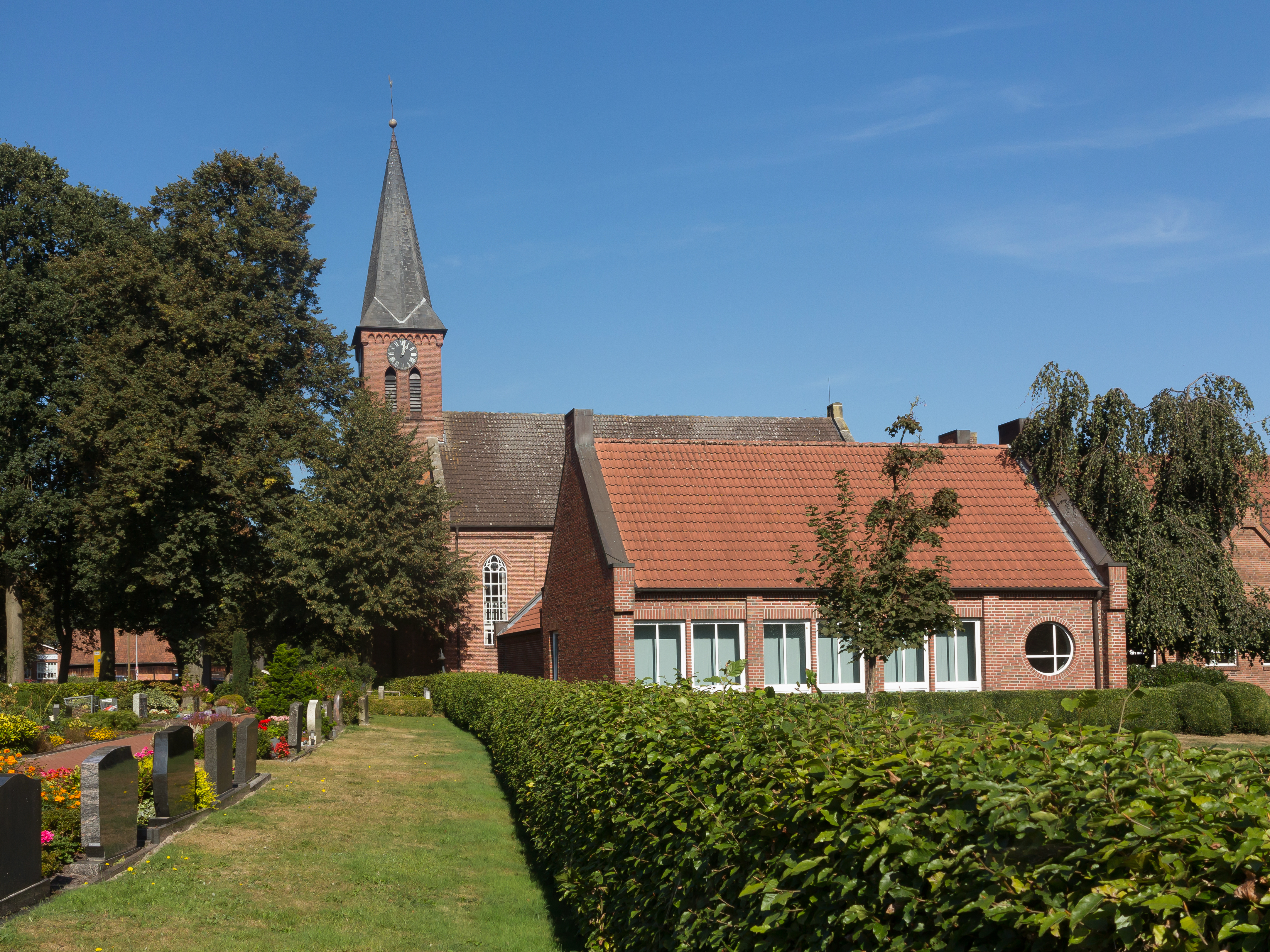
De evangelische kerk
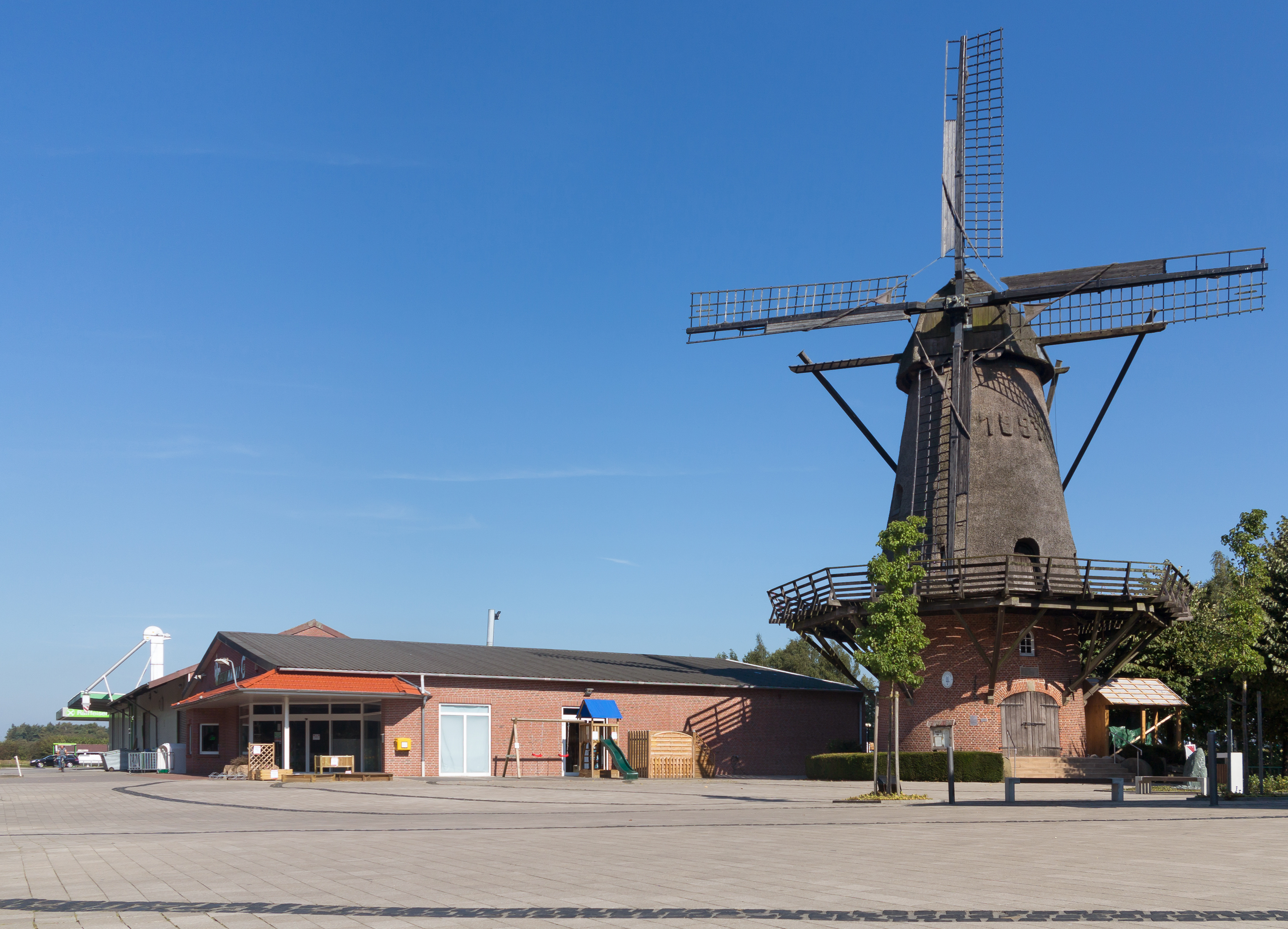
Molen: die Georgsdorfer Mühle